# Pétfürdő
Pétfürdő es un pueblo ubicado en el distrito de Várpalota, en el condado de Veszprém, Hungría.

## Superficie
Posee una superficie de 17,32 kilómetros cuadrados.

## Demografía
Hasta 2019 la población era de 4556 habitantes, con una densidad de población de 263,0 habitantes por kilómetro cuadrado.